# Mabel Wright
Mabel Wright (1880 – luglio 1972) è stata un'attrice teatrale e cinematografica statunitense.

## Filmografia
- The Ranchman's Daughter, regia di Romaine Fielding (1911) - cortometraggio (1911)
- A New Beginning, regia di Lloyd B. Carleton - cortometraggio (1912)
- The Mighty Atom
- The Alternative - cortometraggio (1913)
- The Ten of Spades, regia di Carl Gregory - cortometraggio (1914)
- The Impostor - cortometraggio (1914)
- An Unredeemed Pledge - cortometraggio (1914)
- Sins of the Parents, regia di Ivan Abramson (1914)
- Transplanted Prairie Flower, regia di Ashley Miller - cortometraggio (1914)
- Should a Woman Divorce?, regia di Edwin McKim (1914)
- Found, a Flesh Reducer, regia di Charles Ransom - cortometraggio (1915)
- Greater Love Hath No Man, regia di Herbert Blaché (1915)
- The Game of Three (1915)
- Right Off the Bat, regia di Hugh Reticker (1915)
- The Song of the Wage Slave, regia di Herbert Blaché, Alice Guy (1915)
- Wall Street Tragedy, regia di Lawrence Marston (1916)
- The Haunted House, regia di Albert Parker (1917)
- Who's Your Neighbor?, regia di S. Rankin Drew (1917)
- To Hell with the Kaiser!, regia di George Irving (1918)
- Reclaimed: The Struggle for a Soul Between Love and Hate, regia di Harry McRae Webster (1919)
- Birthright, regia di Edward L. Hemmer (1920)
- My Friend the Devil, regia di Harry F. Millarde (1922)
- Alice in Wonderland, regia di Bud Pollard (1931)